# Бенцион Елиезер
Бенцион Нисим Елиезер е български композитор, аранжор, диригент, алт-саксофонист и кларинетист.

## Биография
Роден е през 1920 г. в София. През 1945 г. започва самостоятелно да се учи да свири на кларинет. Две години по-късно постъпва в Теоретичния факултет на Държавната музикална академия, където през 1951 г. завършва специалност музикална педагогика, а през 1953 година – втора специалност композиция и диригентство. Ученик е на композитора Парашкев Хаджиев и на диригента Асен Димитров.
Още с дипломирането си Елиезер започва да работи като асистент в Академията, а от 1960 година е редовен преподавател по хармония. През 1970 г. става професор, а от 1972 г. до 1986 г. е заместник-ректор. Между 1955 и 1960 г. е диригент към естрадния оркестър на БНР (днес Биг бенд на БНР), с който прави множество записи. С него осъществява първия поп коцерт по радиото, съставен изцяло от български творби, през 1955 г. В периода 1956 – 1958 г. дирижира и оркестъра на Държавния сатиричен театър (през 1960 г. на базата на този оркестър е създаден Биг бендът на БHР).
Творческата си кариера като композитор Елиезер започва през 1950 г. Преди това свири алт-саксфон в „Джаз Овчаров“ (1946) . Автор е на детски песни, над 30 масови песни, над 250 обработки на народни песни, произведения за симфоничен оркестър („Добруджанска сюита“, 1956), творби за камерен оркестър и пиано, музика към театрални постановки, фолклорни обработки.
Елиезер е между композиторите, които полагат основите на българската попмузика. Hеговите усилия са насочени към изграждането на националния и облик чрез използване на елементи от българския фолклор. Първата му популярна песен е „Цум - цум - цум“ изпълнена от Леа Иванова по „Песен за ЦУМ“ от спектакъла „ДДТ“ (1958). През 60-те години композира редица национални по дух пиеси, в които се усеща влиянието а суинга – „И-ха-ха“, „Задявка“, „Весела игра“. Особено място между тях заема „Фантазия за пиано и естраден оркестър“ (1962), в която е използвано хорото „Бучимиш“. Между популярниите му песни са „Звезден дъжд“ (1960), „Къде отиват ветровете“ (1965), „Войнишки имена“ (1967), „Вечер над Орлов мост“ (1967, награда на СГHС), „Птици от синия юг“ (изп. Емилия Маркова), сред които и „Обещай ми последния танц“ (1968) (изп. „Щурците“) и „Чудо“ по текст на Дамян Дамянов, в изпълнение на Лили Иванова, която през 1982 г. печели I награда на фестивала „Златният Орфей“.
Член е на СБК.
Бенцион Елиезер умира на 19 септември 1993 г. в София.

## Отличия
- Заслужил артист (1975)

## Награди
| Година | Награда   | Песен / Изпълнител         | Фестивал                               | Град / Държава |
| ------ | --------- | -------------------------- | -------------------------------------- | -------------- |
| 1982   | I награда | „Чудо“ (изп. Лили Иванова) | Международен фестивал „Златният Орфей“ | Слънчев бряг   |